# Liga de Campeones de la UEFA 1993-94
La Liga de Campeones de la UEFA 1993-94 fue la edición número 39 en la historia de la competición. Se disputó entre octubre de 1993 y mayo de 1994, con la participación inicial de 42 equipos, todos ellos campeones de sus respectivas federaciones nacionales a excepción del Mónaco, subcampeón de la liga francesa, que representaba al país galo después de que el Olympique de Marsella, campeón nacional y vigente campeón de la Copa de Europa fuera sancionado por un intento de soborno a tres jugadores del Valenciennes en un encuentro válido por la Liga Francesa el 20 de agosto de 1993. Es hasta ahora el único caso en que un campeón de Europa no pudo defender el título en la temporada siguiente.
Por primera vez, un club representante de la liga de Moldavia, el FC Zimbru Chisinau, tomó parte en la competición, después que la Federación Moldava de Fútbol fuese admitida como miembro de la UEFA.
La final, a partido único, tuvo lugar el 18 de mayo de 1994 en el Estadio Olímpico de Atenas, en Grecia, y en ella se enfrentaron el Milan y el Barcelona. Venció el equipo italiano por un registro de 4-0 llevándose su quinta Copa de Europa. Fue el marcador más abultado que se ha dado en una final en el formato actual hasta la temporada 24/25, en el que el París Saint-Germain venció al Inter Milán por 5-0. El partido generó los días previos una gran expectación, al ser dos enormes equipos de distinto concepto futbolístico. El Barcelona partía como favorito al estar reconocido por su gran juego ofensivo. Sin embargo, el Milan superó al equipo de Johan Cruyff de principio a fin. Daniele Massaro marcó dos goles en la primera mitad, mientras que Dejan Savićević y Marcel Desailly anotaron uno cada uno en la segunda.

## Ronda previa
El sorteo se realizó el 14 de julio de 1993 en Ginebra
Los duelos se desarrollaron el 18 de agosto y 1 de septiembre de 1993
| Equipo Local Ida | Resultado | Equipo Visitante Ida | Ida   | Vuelta |
| ---------------- | --------- | -------------------- | ----- | ------ |
| B68 Toftir       | 0 - 11    | Dinamo Zagreb        | 0 - 5 | 0 - 6  |
| Zimbru Chişinău  | 1 - 3     | Beitar Jerusalén     | 1 - 1 | 0 - 2  |
| Skonto Riga      | (p.)1 - 1 | Olimpija Ljubljana   | 0 - 1 | 1 - 0  |
| Cwmbran Town     | 4 - 4(v.) | Cork City            | 3 - 2 | 1 - 2  |
| Avenir Beggen    | 0 - 3     | Rosenborg            | 0 - 2 | 0 - 1  |
| HJK Helsinki     | 2 - 1     | Norma Tallinn        | 1 - 1 | 1 - 0  |
| Dinamo Tbilisi   | 3 - 2     | Linfield             | 2 - 1 | 1 - 1  |
| AC Omonia        | 2 - 3     | Aarau                | 2 - 1 | 0 - 2  |
| FK Ekranas       | 0 - 2     | Floriana             | 0 - 1 | 0 - 1  |
| Partizan Tirana  | 0 - 3     | ÍA Akranes           | 0 - 0 | 0 - 3  |

## Dieciseisavos de final
El sorteo se realizó el 14 de julio de 1993 en Ginebra
Los duelos se desarrollaron el 15 y 29 de septiembre de 1993
- Participaron un total de 32 equipos, 22 de ellos clasificados directamente y 10 a través de la eliminatoria previa.

- Los vencedores de la eliminatoria se clasificaron para disputar los octavos de final de la Copa de Campeones de Europa.

| Equipo Local Ida | Resultado  | Equipo Visitante Ida | Ida   | Vuelta       |
| ---------------- | ---------- | -------------------- | ----- | ------------ |
| Mónaco           | 2 - 1      | AEK Atenas           | 1 - 0 | 1 - 1        |
| Steaua Bucarest  | (v.) 4 - 4 | Dinamo Zagreb        | 1 - 2 | 3 - 2        |
| Lech Poznań      | 7 - 2      | Beitar Jerusalén     | 3 - 0 | 4 - 2        |
| Skonto Riga      | 0 - 9      | Spartak de Moscú     | 0 - 5 | 0 - 4        |
| Budapest Honvéd  | 3 - 5      | Manchester United    | 2 - 3 | 1 - 2        |
| Galatasaray      | 3 - 1      | Cork City            | 2 - 1 | 1 - 0        |
| Rosenborg        | 4 - 5      | Austria Viena        | 3 - 1 | 1 - 4        |
| AIK Solna        | 1 - 2      | Sparta Praga         | 1 - 0 | 0 - 2        |
| HJK Helsinki     | 0 - 6      | Anderlecht           | 0 - 3 | 0 - 3        |
| Linfield         | 3 - 4      | Copenhague           | 3 - 0 | 0 - 4 (pró.) |
| Aarau            | 0 - 1      | Milan                | 0 - 1 | 0 - 0        |
| Porto            | 2 - 0      | Floriana             | 2 - 0 | 0 - 0        |
| ÍA Akranes       | 1 - 3      | Feyenoord Rotterdam  | 1 - 0 | 0 - 3        |
| Rangers          | 4 - 4 (v.) | Levski Sofía         | 3 - 2 | 1 - 2        |
| Werder Bremen    | 6 - 3      | Dinamo Minsk         | 5 - 2 | 1 - 1        |
| Dinamo Kiev      | 4 - 5      | Barcelona            | 3 - 1 | 1 - 4        |

## Octavos de final
El sorteo se realizó el 1 de octubre de 1993 en Ginebra
Los duelos se desarrollaron el 20 de octubre y 3 de noviembre de 1993
| Equipo Local Ida  | Resultado  | Equipo Visitante Ida | Ida   | Vuelta |
| ----------------- | ---------- | -------------------- | ----- | ------ |
| Mónaco            | 4 - 2      | Steaua Bucarest      | 4 - 1 | 0 - 1  |
| Lech Poznań       | 2 - 7      | Spartak de Moscú     | 1 - 5 | 1 - 2  |
| Manchester United | 3 - 3 (v.) | Galatasaray          | 3 - 3 | 0 - 0  |
| Barcelona         | 5 - 1      | Austria Viena        | 3 - 0 | 2 - 1  |
| Sparta Praga      | 2 - 5      | Anderlecht           | 0 - 1 | 2 - 4  |
| Copenhague        | 0 - 7      | Milan                | 0 - 6 | 0 - 1  |
| Porto             | 1 - 0      | Feyenoord Rotterdam  | 1 - 0 | 0 - 0  |
| Levski Sofía      | 2 - 3      | Werder Bremen        | 2 - 2 | 0 - 1  |

## Liga de Campeones
El sorteo se realizó el 5 de noviembre de 1993 en Ginebra

### Liguillas de cuartos de final
- Participaron un total de 8 equipos, los ganadores de la eliminatoria de octavos de final

- Los 8 equipos fueron encuadrados, por sorteo, en 2 grupos diferentes de cuatro equipos cada uno. Todos los equipos de cada grupo se enfrentaron entre ellos compitiendo en formato de liguilla, con partidos de ida y vuelta. Cada equipo sumó dos puntos por victoria, uno por empate y ninguno por derrota.
- Los dos primeros clasificados de cada grupo se clasificaron para disputar las semifinales de la Liga de Campeones.

#### Grupo A
| Pos. | Equipo           | Pts. | PJ | G | E | P | GF | GC | Dif. | Clasificación        |
| ---- | ---------------- | ---- | -- | - | - | - | -- | -- | ---- | -------------------- |
| 1    | Barcelona        | 10   | 6  | 4 | 2 | 0 | 13 | 3  | +10  | Acceso a semifinales |
| 2    | Mónaco           | 7    | 6  | 3 | 1 | 2 | 9  | 4  | +5   | Acceso a semifinales |
| 3    | Spartak de Moscú | 5    | 6  | 1 | 3 | 2 | 6  | 12 | −6   |                      |
| 4    | Galatasaray      | 2    | 6  | 0 | 2 | 4 | 1  | 10 | −9   |                      |

 Fuente: [cita requerida]
| Jor. | Fecha           | Estadio           | Local            | Visitante        | Resultado |
| ---- | --------------- | ----------------- | ---------------- | ---------------- | --------- |
| 1    | 24 de noviembre | Stade Louis II    | Mónaco           | Spartak de Moscú | 4-1       |
| 1    | 24 de noviembre | Ali Sami Yen      | Galatasaray      | Barcelona        | 0-0       |
| 2    | 8 de diciembre  | Olímpico Luzhniki | Spartak de Moscú | Galatasaray      | 0-0       |
| 2    | 8 de diciembre  | Camp Nou          | Barcelona        | Mónaco           | 2-0       |
| 3    | 2 de marzo      | Stade Louis II    | Mónaco           | Galatasaray      | 3-0       |
| 3    | 2 de marzo      | Olímpico Luzhniki | Spartak de Moscú | Barcelona        | 2-2       |
| 4    | 16 de marzo     | Ali Sami Yen      | Galatasaray      | Mónaco           | 0-2       |
| 4    | 16 de marzo     | Camp Nou          | Barcelona        | Spartak de Moscú | 5-1       |
| 5    | 30 de marzo     | Olímpico Luzhniki | Spartak de Moscú | Mónaco           | 0-0       |
| 5    | 30 de marzo     | Camp Nou          | Barcelona        | Galatasaray      | 3-0       |
| 6    | 13 de abril     | Stade Louis II    | Mónaco           | Barcelona        | 0-1       |
| 6    | 13 de abril     | Ali Sami Yen      | Galatasaray      | Spartak de Moscú | 1-2       |

### Grupo B
| Pos. | Equipo        | Pts. | PJ | G | E | P | GF | GC | Dif. | Clasificación        |
| ---- | ------------- | ---- | -- | - | - | - | -- | -- | ---- | -------------------- |
| 1    | Milan         | 8    | 6  | 2 | 4 | 0 | 6  | 2  | +4   | Acceso a semifinales |
| 2    | Porto         | 7    | 6  | 3 | 1 | 2 | 10 | 6  | +4   | Acceso a semifinales |
| 3    | Werder Bremen | 5    | 6  | 2 | 1 | 3 | 11 | 15 | −4   |                      |
| 4    | Anderlecht    | 4    | 6  | 1 | 2 | 3 | 5  | 9  | −4   |                      |

 Fuente: [cita requerida]
| Jor. | Fecha           | Estadio               | Local         | Visitante     | Resultado |
| ---- | --------------- | --------------------- | ------------- | ------------- | --------- |
| 1    | 24 de noviembre | Constant Vanden Stock | Anderlecht    | Milan         | 0-0       |
| 1    | 24 de noviembre | Das Antas             | Porto         | Werder Bremen | 3-2       |
| 2    | 8 de diciembre  | San Siro              | Milan         | Porto         | 3-0       |
| 2    | 8 de diciembre  | Weserstadion          | Werder Bremen | Anderlecht    | 5-3       |
| 3    | 2 de marzo      | Constant Vanden Stock | Anderlecht    | Porto         | 1-0       |
| 3    | 2 de marzo      | San Siro              | Milan         | Werder Bremen | 2-1       |
| 4    | 16 de marzo     | Das Antas             | Porto         | Anderlecht    | 2-0       |
| 4    | 16 de marzo     | Weserstadion          | Werder Bremen | Milan         | 1-1       |
| 5    | 30 de marzo     | San Siro              | Milan         | Anderlecht    | 0-0       |
| 5    | 30 de marzo     | Weserstadion          | Werder Bremen | Porto         | 0-5       |
| 6    | 13 de abril     | Constant Vanden Stock | Anderlecht    | Werder Bremen | 1-2       |
| 6    | 13 de abril     | Das Antas             | Porto         | Milan         | 0-0       |

### Semifinales
|  | Semifinales         | Semifinales         | Semifinales         |           |    | Final                                       | Final                                       | Final                                       |  |
|  | 27 de abril de 1994 | 27 de abril de 1994 | 27 de abril de 1994 |           |    | 18 de mayo de 1994 Estadio Olímpico, Atenas | 18 de mayo de 1994 Estadio Olímpico, Atenas | 18 de mayo de 1994 Estadio Olímpico, Atenas |  |
|  |                     |                     |                     |           |    |                                             |                                             |                                             |  |
|  |                     |                     |                     |           |    |                                             |                                             |                                             |  |
|  | 1B                  | Milan               | 3                   |           |    |                                             |                                             |                                             |  |
|  | 1B                  | Milan               | 3                   |           |    |                                             |                                             |                                             |  |
|  | 2A                  | Mónaco              | 0                   |           |    |                                             |                                             |                                             |  |
|  | 2A                  | Mónaco              | 0                   |           | 1B | Milan                                       | 4                                           |                                             |  |
|  |                     |                     |                     |           | 1B | Milan                                       | 4                                           |                                             |  |
|  |                     |                     | 1A                  | Barcelona | 0  |                                             |                                             |                                             |  |
|  | 1A                  | Barcelona           | 1A                  | Barcelona | 0  | 3                                           |                                             |                                             |  |
|  | 1A                  | Barcelona           |                     |           |    | 3                                           |                                             |                                             |  |
|  | 2B                  | Porto               | 0                   |           |    |                                             |                                             |                                             |  |
|  | 2B                  | Porto               | 0                   |           |    |                                             |                                             |                                             |  |
|  |                     |                     |                     |           |    |                                             |                                             |                                             |  |

| Equipo local | Resultado | Equipo visitante |
| ------------ | --------- | ---------------- |
| Milan        | 3-0       | Mónaco           |
| Barcelona    | 3-0       | Porto            |

## Final
| 1          | POR        | Sebastiano Rossi   |     |
| 2          | DEF        | Mauro Tassotti     |     |
| 3          | DEF        | Christian Panucci  |     |
| 5          | DEF        | Paolo Maldini      | 84' |
| 6          | DEF        | Filippo Galli      |     |
| 4          | MED        | Demetrio Albertini |     |
| 7          | MED        | Roberto Donadoni   |     |
| 8          | MED        | Marcel Desailly    |     |
| 9          | MED        | Zvonimir Boban     |     |
| 10         | DEL        | Dejan Savićević    |     |
| 11         | DEL        | Daniele Massaro    |     |
| Entrenador | Entrenador | Fabio Capello      |     |

| 1          | POR        | Andoni Zubizarreta |     |
| 2          | DEF        | Albert Ferrer      |     |
| 4          | DEF        | Ronald Koeman      |     |
| 5          | DEF        | Miguel Ángel Nadal |     |
| 7          | DEF        | Sergi Barjuán      | 74' |
| 3          | MED        | Pep Guardiola      |     |
| 6          | MED        | José Mari Bakero   |     |
| 9          | MED        | Guillermo Amor     |     |
| 8          | DEL        | Hristo Stoichkov   |     |
| 10         | DEL        | Romário            |     |
| 11         | DEL        | Txiki Begiristain  | 51' |
| Entrenador | Entrenador | Johan Cruyff       |     |

| 12 | MED | Stefano Nava | 84' |

| 12 | MED | Eusebio Sacristán | 51' |
| 16 | DEL | Quique Estebaranz | 74' |

| Anotado | 22' | Daniele Massaro | 1–0 |
| Anotado | 45' | Daniele Massaro | 2–0 |
| Anotado | 47' | Dejan Savićević | 3–0 |
| Anotado | 59' | Marcel Desailly | 4–0 |

| Amonestado | 27' | Mauro Tassotti     |
| Amonestado | 52' | Demetrio Albertini |
| Amonestado | 88' | Christian Panucci  |

| Amonestado | 24' | Hristo Stoichkov   |
| Amonestado | 49' | José Mari Bakero   |
| Amonestado | 54' | Miguel Ángel Nadal |
| Amonestado | 56' | Sergi              |
| Amonestado | 58' | Albert Ferrer      |

| Árbitro: | Philip Don |

| 1          | POR        | Sebastiano Rossi   |     |
| 2          | DEF        | Mauro Tassotti     |     |
| 3          | DEF        | Christian Panucci  |     |
| 5          | DEF        | Paolo Maldini      | 84' |
| 6          | DEF        | Filippo Galli      |     |
| 4          | MED        | Demetrio Albertini |     |
| 7          | MED        | Roberto Donadoni   |     |
| 8          | MED        | Marcel Desailly    |     |
| 9          | MED        | Zvonimir Boban     |     |
| 10         | DEL        | Dejan Savićević    |     |
| 11         | DEL        | Daniele Massaro    |     |
| Entrenador | Entrenador | Fabio Capello      |     |

| 1          | POR        | Andoni Zubizarreta |     |
| 2          | DEF        | Albert Ferrer      |     |
| 4          | DEF        | Ronald Koeman      |     |
| 5          | DEF        | Miguel Ángel Nadal |     |
| 7          | DEF        | Sergi Barjuán      | 74' |
| 3          | MED        | Pep Guardiola      |     |
| 6          | MED        | José Mari Bakero   |     |
| 9          | MED        | Guillermo Amor     |     |
| 8          | DEL        | Hristo Stoichkov   |     |
| 10         | DEL        | Romário            |     |
| 11         | DEL        | Txiki Begiristain  | 51' |
| Entrenador | Entrenador | Johan Cruyff       |     |

| 12 | MED | Stefano Nava | 84' |

| 12 | MED | Eusebio Sacristán | 51' |
| 16 | DEL | Quique Estebaranz | 74' |

| Anotado | 22' | Daniele Massaro | 1–0 |
| Anotado | 45' | Daniele Massaro | 2–0 |
| Anotado | 47' | Dejan Savićević | 3–0 |
| Anotado | 59' | Marcel Desailly | 4–0 |

| Amonestado | 27' | Mauro Tassotti     |
| Amonestado | 52' | Demetrio Albertini |
| Amonestado | 88' | Christian Panucci  |

| Amonestado | 24' | Hristo Stoichkov   |
| Amonestado | 49' | José Mari Bakero   |
| Amonestado | 54' | Miguel Ángel Nadal |
| Amonestado | 56' | Sergi              |
| Amonestado | 58' | Albert Ferrer      |

| Árbitro: | Philip Don |

|                                |
| Bandera de Italia              |
| Campeón A. C. Milan 5.º título |

## Estadísticas

### Rendimiento general
Desde la fase de grupos.
| Pos. | Equipo           | Pts. | PJ | G | E | P | GF | GC | Dif. | Rend.  |
| ---- | ---------------- | ---- | -- | - | - | - | -- | -- | ---- | ------ |
| 1    | Milan            | 12   | 8  | 4 | 4 | 0 | 13 | 2  | +11  | 75%    |
| 2    | Barcelona        | 12   | 8  | 5 | 2 | 1 | 16 | 7  | +9   | 75%    |
|      |                  |      |    |   |   |   |    |    |      |        |
| 3    | Mónaco           | 7    | 7  | 3 | 1 | 3 | 11 | 6  | +5   | 50%    |
| 4    | Porto            | 7    | 7  | 3 | 1 | 3 | 10 | 9  | +1   | 50%    |
|      |                  |      |    |   |   |   |    |    |      |        |
| 5    | Werder Bremen    | 5    | 6  | 2 | 1 | 3 | 11 | 15 | −4   | 41.67% |
| 6    | Spartak de Moscú | 5    | 6  | 1 | 3 | 2 | 5  | 13 | −8   | 41.67% |
| 7    | Anderlecht       | 4    | 6  | 1 | 2 | 3 | 5  | 9  | −4   | 33.33% |
| 8    | Galatasaray      | 2    | 6  | 0 | 2 | 4 | 1  | 11 | −10  | 16.67% |

 Fuente: 

### Máximos goleadores
Tabla de máximos goleadores de la Liga de Campeones de la UEFA 1993–94:
| # | Jugador            | Club             | Goles |
| - | ------------------ | ---------------- | ----- |
| 1 | Ronald Koeman      | Barcelona        | 8     |
| 1 | Wynton Rufer       | Werder Bremen    | 8     |
| 3 | Luc Nilis          | Anderlecht       | 7     |
| 3 | Hristo Stoichkov   | Barcelona        | 7     |
| 5 | Bernd Hobsch       | Werder Bremen    | 5     |
| 5 | Valery Karpin      | Spartak de Moscú | 5     |
| 7 | Marco Bode         | Werder Bremen    | 4     |
| 7 | Jürgen Klinsmann   | Mónaco           | 4     |
| 7 | Daniele Massaro    | Milan            | 4     |
| 7 | Viktor Onopko      | Spartak de Moscú | 4     |
| 7 | Jean-Pierre Papin  | Milan            | 4     |
| 7 | Nikolai Pisarev    | Spartak de Moscú | 4     |
| 7 | Sergey Rodionov    | Spartak de Moscú | 4     |
| 7 | Kubilay Türkyilmaz | Galatasaray      | 4     |

## Enlaces relacionados
- Liga de Campeones de la UEFA
- «XXXIX Liga de Campeones 1993/94: Milan AC (Italia)» en Cuadernos de Fútbol
- Copa Intercontinental 1994

| Predecesor: 1992-93 | Liga de Campeones 1993-94 | Sucesor: 1994-95 |

- Datos: Q4405
- Multimedia: 1993-1994 UEFA Champions League / Q4405